# Alexandra Frosterus-Såltin

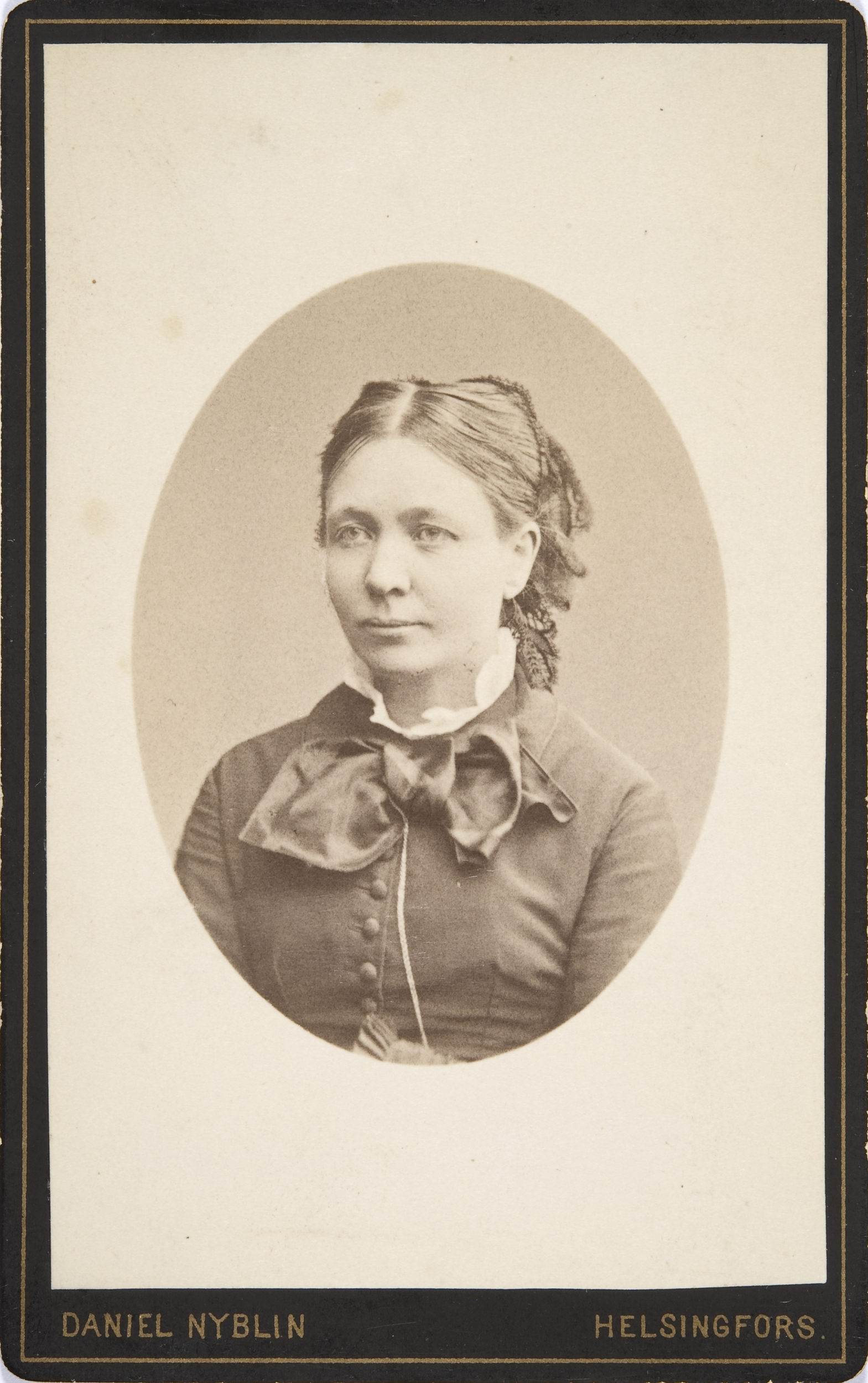
Alexandra Frosterus-Såltin, Foto von Daniel Nyblin

Alexandra Theodora Frosterus-Såltin (* 6. Dezember 1837 in Ingå, Großfürstentum Finnland; † 29. Februar 1916 in Vaasa, Großfürstentum Finnland) war eine finnische Malerin der Düsseldorfer Schule. Neben Victoria Åberg gilt sie als erste wirklich professionelle Künstlerin Finnlands.

## Leben
Frosterus-Såltin war Tochter des finnlandschwedischen Theologie-Professors Benjamin Frosterus (1792–1856) und seiner Gemahlin Vilhelmina Sofia, geborene Gadolin. 1866 heiratete sie den Krankenhausarzt Fredrik Viktor Såltin (1833–1873). Das Paar hatte drei Kinder.
Ihre künstlerische Ausbildung begann sie in den Jahren 1852 bis 1857 an der Zeichenschule von Turku bei Robert Wilhelm Ekman. In den Jahren 1857 bis 1859 ging sie auf der Grundlage eines Stipendiums des Finnischen Kunstvereins in Höhe von 300 Silberrubeln nach Düsseldorf, um bei dem Historien- und Porträtmaler Otto Mengelberg Privatunterricht zu nehmen. Ein erneuter Aufenthalt bei Mengelberg folgte in den Jahren 1860 bis 1862, bei dem 1861 das Porträt der norwegischen Malerin Johanne Mathilde Dietrichson (1837–1921) entstand. Von 1862 bis 1863 weilte sie in Paris. Anschließend kehrte sie nach Finnland zurück und lebte in Helsinki. Nach dem frühen Tod ihres Gatten war sie zur Sicherung des Lebensunterhaltes gezwungen, Zeichenunterricht zu geben. Zu ihren Schülern gehörte Fanny Churberg. Ab 1874 nahm sie eine Stelle als Lehrerin an der Zeichenschule des Finnischen Kunstvereins in Turku an. Daneben nahm sie von Kirchengemeinden Aufträge für sakrale Gemälde an.

## Werke (Auswahl)

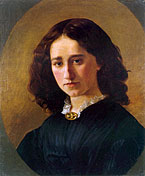
Mathilde Bonnevie, 1861

- Illustrationen für das von der Abstinenzbewegung inspirierte Buch Turmiolan Tommin Elämäkerta (Lebensgeschichte des liederlichen Tommy), 1858
- Porträt der Malerin Mathilde Bonnevie, 1861[3]
- Der Junge und die Großmutter, 1874
- Jesus in Gethsemane, Altarbild für die Kirche von Törnävä, 1877
- Verklärung des Herrn, Altarbild für die Alexanderkirche von Tampere, 1883
- Altarbild für die Kirche von Messukylä, 1888
- Altarbild für die Kirche von Kerimäki, 1890
- Altarbild für die Kirche von Jalasjärvi, 1906
- Altarbild für die Lavian kirkko in Pori, 1907